# Nick Matuhin
Nick Matuhin (ros. Ники́та Матюхин ;ur. 5 kwietnia 1990) – niemiecki zapaśnik walczący w stylu wolnym. Olimpijczyk z Londynu 2012, gdzie zajął siedemnaste miejsce w kategorii 120 kg.
Dziewiąty na mistrzostwach świata w 2014. Piąty w mistrzostwach Europy w 2011, 2012 i 2013. Dwunasty na igrzyskach europejskich w 2015 i jedenasty w 2019. Trzeci na ME juniorów w 2009. 
Pięciokrotny mistrz Niemiec w latach: 2009, 2011, 2013, 2014 i 2016, a trzeci w 2006 roku.
- Turniej w Londynie 2012

Przegrał z Komejlem Ghasemim z Iranu i Arturem Tajmazowem z Uzbekistanu.